# Virtual enterprise
L’impresa virtuale (meglio conosciuta con il nome inglese di virtual enterprise) può essere definita come una alleanza temporanea di imprese, giuridicamente indipendenti fra loro, che collaborano (condividendo, ai fini di un progetto specifico, competenze e conoscenze) allo scopo di meglio rispondere alle opportunità di guadagno offerte dal mercato. Tale collaborazione è facilitata dall’impiego delle moderne tecnologie.

## Definizione
La definizione di virtual enterprise è stata oggetto di un lungo dibattito dottrinale. 
Le definizioni più interessanti di virtual enterprise, originariamente in inglese, sono:
(Fuehrer, 1997)
(Byrne)
(Pallet)
(Hill, 1997)
(Travica, 1997)
(Campbell Alistair)
(Ten Have e altri, 1997)
(Maurizio Raffaini, 2001)

## Principali caratteristiche
Le principali caratteristiche comuni delle virtual enterprise sono:
- natura temporanea;
- nessuna creazione di una nuova entità legale;
- complementarità del know-how dei partner delle virtual enterprise;
- possibilità di dispersione geografica dei partner delle virtual enterprise;
- “eguaglianza” dei partner;
- uso massiccio delle tecnologie dell'informazione e della comunicazione.

## Progetti
I seguenti progetti dell'Unione europea sono incentrati sulla virtual enterprise:
- Business Integrator Dynamic Support Agents for Virtual Enterprise (BIDSAVER)
- Working group on Advanced Legal Issues in Virtual Enterprise (ALIVE)
- Legal issues for the advancement of Information Society Technologies (LEGAL-IST)
- European Collaborative networked Organizations Leadership initiative (ECOLEAD)
- Secure Process-oriented Integrative Service Infrastructure for Networked Enterprises (SPIKE Archiviato il 27 novembre 2010 in Internet Archive.)
- Business Innovation and Virtual Enterprise Environment (BIVEE Archiviato l'11 gennaio 2012 in Internet Archive.)

## Origini
Negli ultimi due decenni, si è visto un grande cambiamento da un'economia industriale ad un'economia dell'informazione. Questo ha provocato l'aumento di competizione tra le imprese, ed è necessaria una nuova tecnologia per aiutare la capitalizzazione delle informazioni. Le virtual enterprise (VE) sono un nuovo e diffuso trend del business cooperativo, o B2B. Le VE permettono alle imprese di specializzarsi ed essere flessibili nei loro ambienti. In passato, questo modello di business veniva applicato nell'outsourcing e nelle supply chains, come consorzi temporanei. Perché la formazione di imprese virtuali è un processo complicato, è stato sviluppata una nuova forma di supporto tecnologico. Il più ambizioso dei regimi di sostegno intende effettivamente automatizzare parte del processo di creazione, così come il funzionamento di queste imprese (Cardoso & Oliveira, 2005).